# Tavi szaibling
A tavi szaibling (Salvelinus alpinus alpinus) a sugarasúszójú halak (Actinopterygii) osztályának a lazacalakúak (Salmoniformes) rendjébe, ezen belül és a lazacfélék (Salmonidae) családjába tartozó sarkvidéki szemling (Salvelinus alpinus) egyik alfaja.

## Előfordulása
A tavi szaibling előfordulási területe Európában az Alpok előhegyei és az alpesi tavak (a központi vonulattól északra, 2300 méterig). A tavi szaibling egyike az északi Jeges-tenger parti vizeiben és folyótorkolataiban élő sarkvidéki szemling számos alfajának. Izlandon, Grönlandon és Észak-Amerika északi felében is vannak állományai.

## Megjelenése
A hal teste erősen megnyúlt, az idősebb példányok háta valamivel magasabb, faroknyelük karcsú. Pikkelyei igen kicsinyek, 190-240 az oldalvonal mentén, 36-37 pikkelysor a zsírúszó és az oldalvonal között. Az ekecsont fogazottsága: a lemez hátulsó felén 3-7 fog, a nyél 1-15, több csökkenő sorban elhelyezkedő foggal. Az első kopoltyúíven 18-30 kopoltyútüske van. Háta szürkészöld, kékeszöld vagy barna; oldalai világosabbak, kerekded, világos pöttyökkel; a hasoldal a fehérestől a sárgásig változik, ívás idején vörös vagy narancsszínű. A páros úszók és a farok alatti úszó elülső szegélye világítóan fehér szegéllyel. A fiatalok sötét keresztsávokkal. E hal testhossza 15-25 centiméter (törpe alakok), illetve 25-75 centiméter.

## Életmódja
A tavi szaibling a hideg vízű, oxigéndús tavak állandó hala. Rendkívül alakgazdag hal, nemcsak nagyságát, hanem táplálékát, növekedését, ívóhelyeit és az ívási idejét illetően is. Tápláléka alakcsoportok szerint plankton, talajlakó állatok és halak.

## Szaporodása
A fő ívási idő rendszerint szeptember és január közé esik. Ikráit 20-80 centiméteres mélységben, kavicsos talajon rakja le.